# Société française de photographie
Die Société française de photographie (SFP) ist eine französische Fotografenvereinigung und die erste fotografische Gesellschaft der Welt. Sie wurde am 15. November 1854 von Olympe Aguado, Hippolyte Bayard, Alexandre Edmond Becquerel, Eugène Durieu, Edmond Fierlants, Jean-Baptiste Louis Gros, Gustave Le Gray, Henri Victor Regnault et al. in Paris gegründet. Heutzutage dient die SFP als fotohistorisches Archiv und als Forschungszentrum zur Geschichte und Entwicklung der Fotografie.

## Geschichte
Die SFP ging als Folge einer Fotografen-Secession aus der kurzlebigen Société Héliographique von 1851 hervor: Das Kalotypie-Verfahren (siehe →Talbotypie), das viele Mitglieder der Société Héliographique benutzten, wurde als elitär und veraltet empfunden, obwohl die Kalotypisten ihr Verfahren als handwerklich-künstlerisch wertvoll und in der Entwicklung noch nicht abgeschlossen erachteten. Die SFP hingegen verfolgte ein deutlich kommerzielleres und zukunftsorientiertes Konzept, das sich am Vorbild der Académie des sciences orientierte. Die Mitglieder der SFP, bestehend aus ambitionierten Amateuren, bildenden Künstlern, Geschäftsleuten und Wissenschaftlern, hielten regelmäßige Sitzungen an einen etablierten Veranstaltungsort ab, es gab eine Tagesordnung und die Ziele wurden in einem Programm und einem regelmäßigen Bulletin veröffentlicht. Die SFP widmete sich während des restlichen 19. Jahrhunderts ausschließlich der Etablierung und Perfektionierung des jungen Mediums Fotografie, veranstaltete regelmäßige Ausstellungen ihrer Mitglieder, gab Tagungen und Seminare, die sich mit Fragen, künstlerischen Möglichkeiten und Neuerungen der neuen fotografischen Techniken befassten und gab dazu begleitende Schriften heraus. Die SFP sah sich sowohl als fotografische Akademie wie als Archiv. Die Abzüge ausgestellter Werke wurden in der Regel archiviert und das Archiv durch umfangreiche Eingaben der Mitglieder ergänzt.
Ab dem 20. Jahrhundert wandte sich die SFP vornehmlich fotohistorischen Aufgaben und der Bewahrung fotografischer Artefakte zu. Heute fungiert die SFP als Forschungszentrum zur Geschichte und Entwicklung der Fotografie. Die Gesellschaft veröffentlicht seit 1997 zweimal im Jahr das Journal Études photographiques mit Beiträgen und Essays von bekannten Fotografen und Kunsthistorikern. Die SFP besitzt eine kunsthistorisch wertvolle Sammlung, die aus rund 10.000 Drucken und 50.000 Negativen (davon 5000 Autochromplatten) besteht, sowie eine profunde Bibliothek mit circa 8000 Büchern und über 650 Fachzeitschriften.
Der erste Präsident der Société Française de Photographie war Henri Victor Regnault. 1892 wurde die Gesellschaft von Staatspräsident Sadi Carnot als gemeinnützig anerkannt. Gegenwärtiger Präsident der Gesellschaft ist der Autor und Kunsthistoriker Michel Poivert.

Fünf Gründerväter der SFP
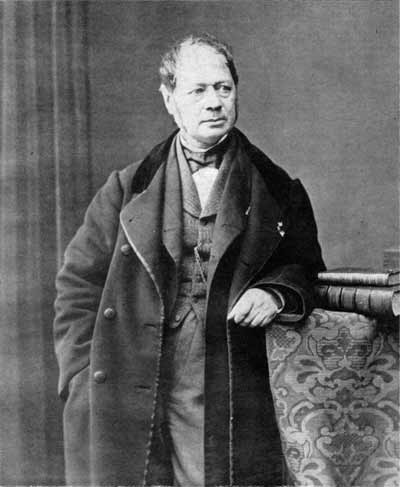
Hippolyte Bayard (1801–1887)
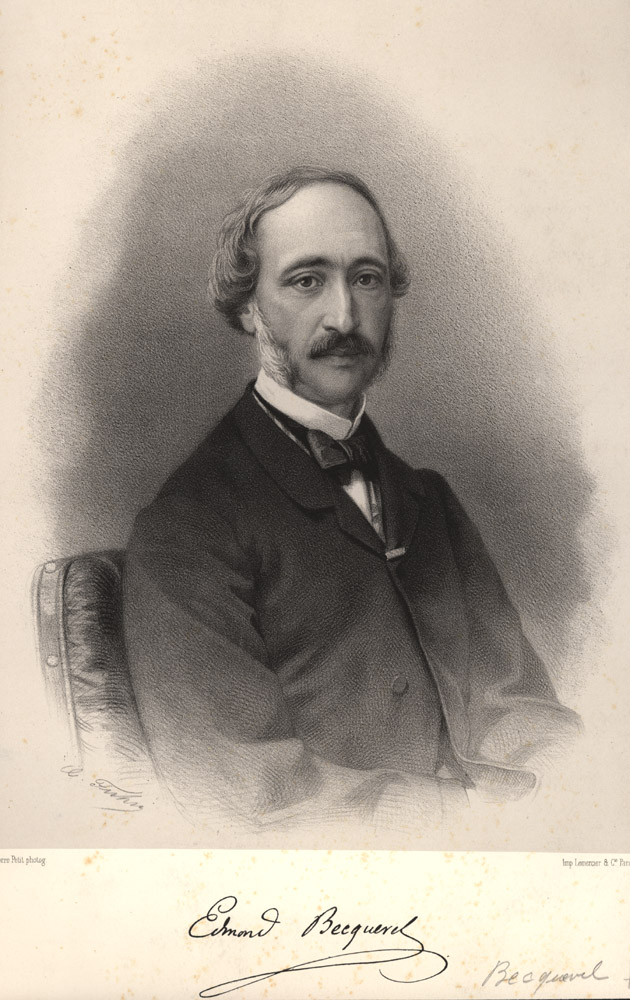
Alexandre Edmond Becquerel (1820–1891)
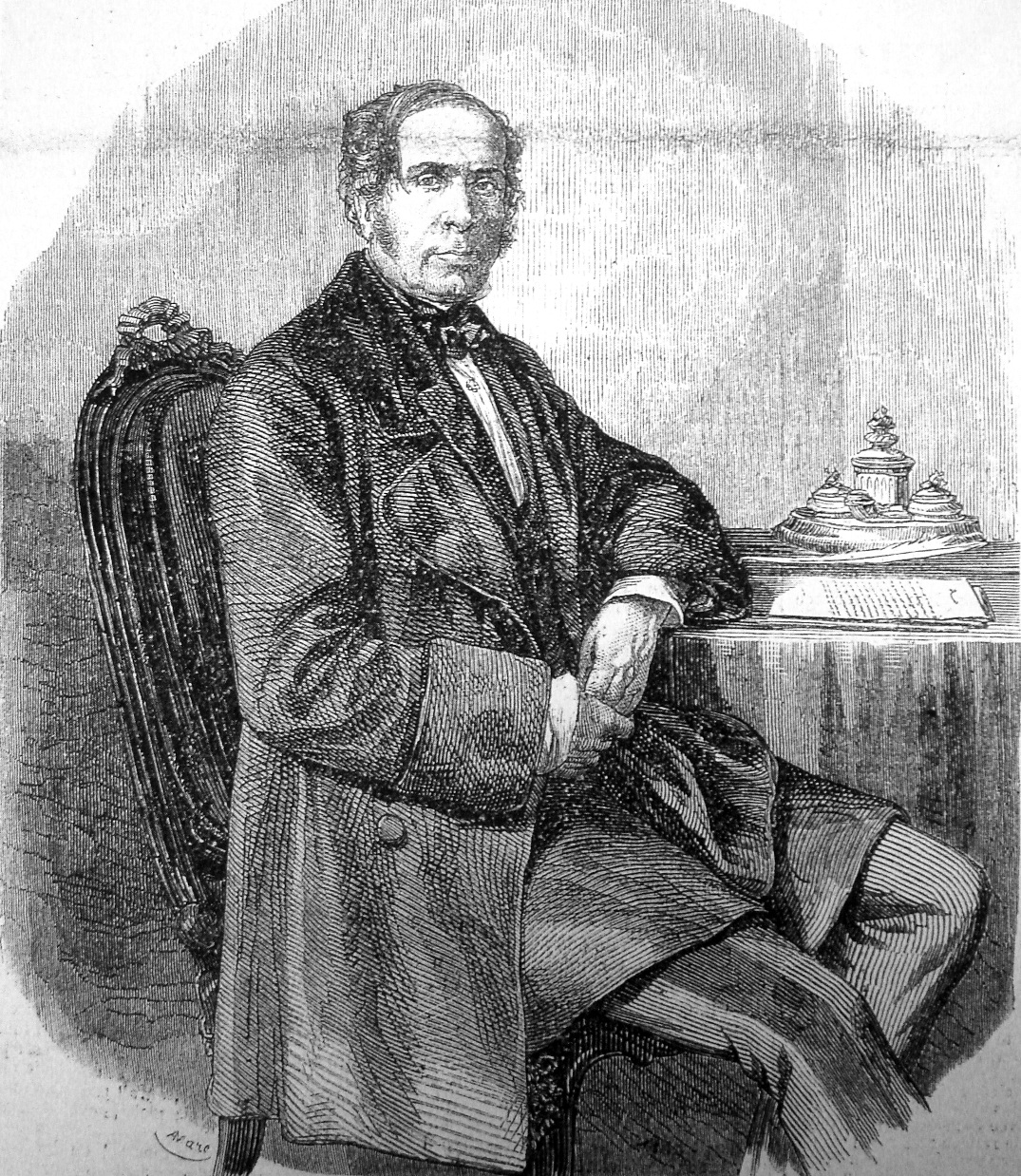
Jean-Baptiste Louis Gros (1793–1870)
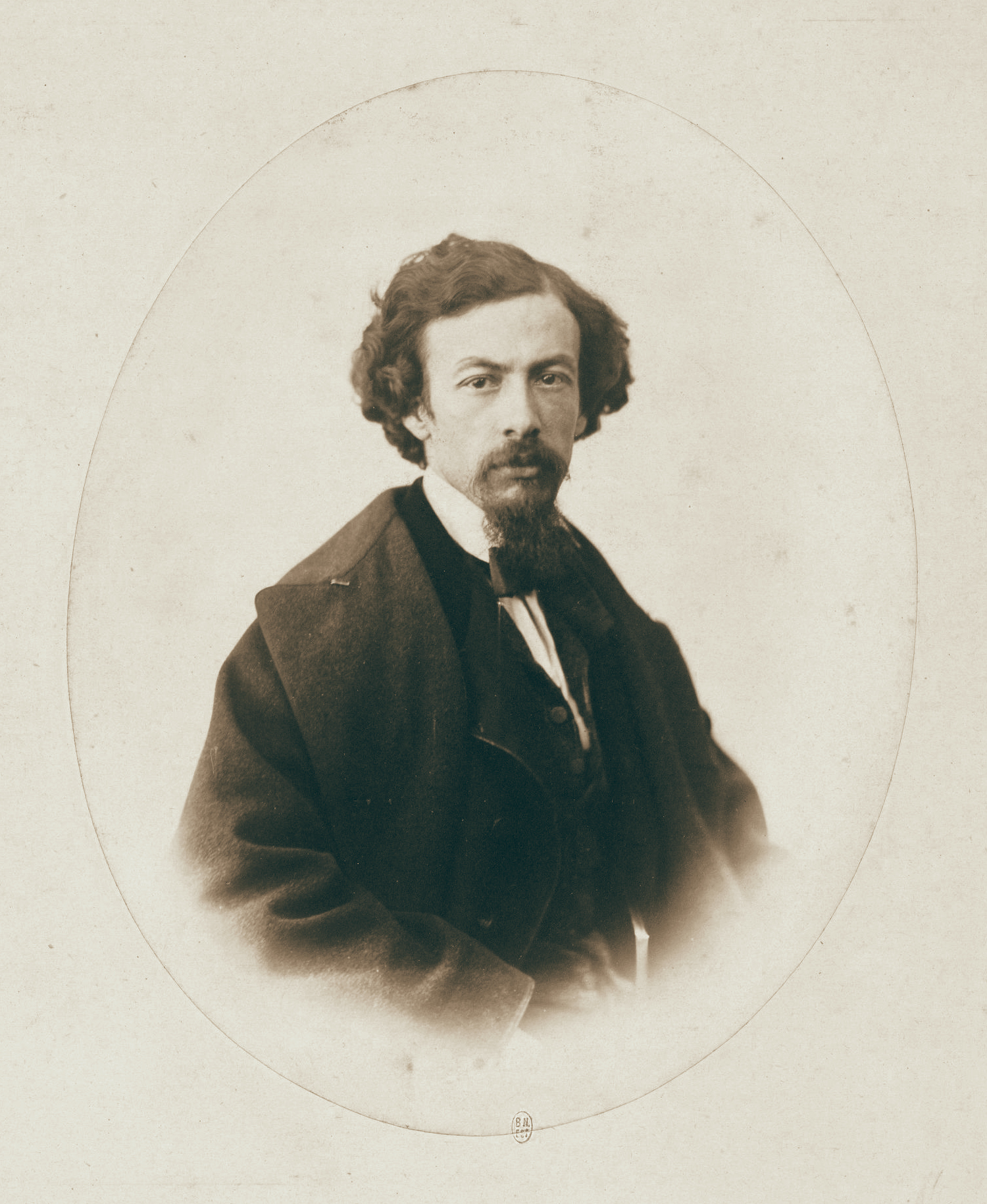
Gustave Le Gray (1820–1884)
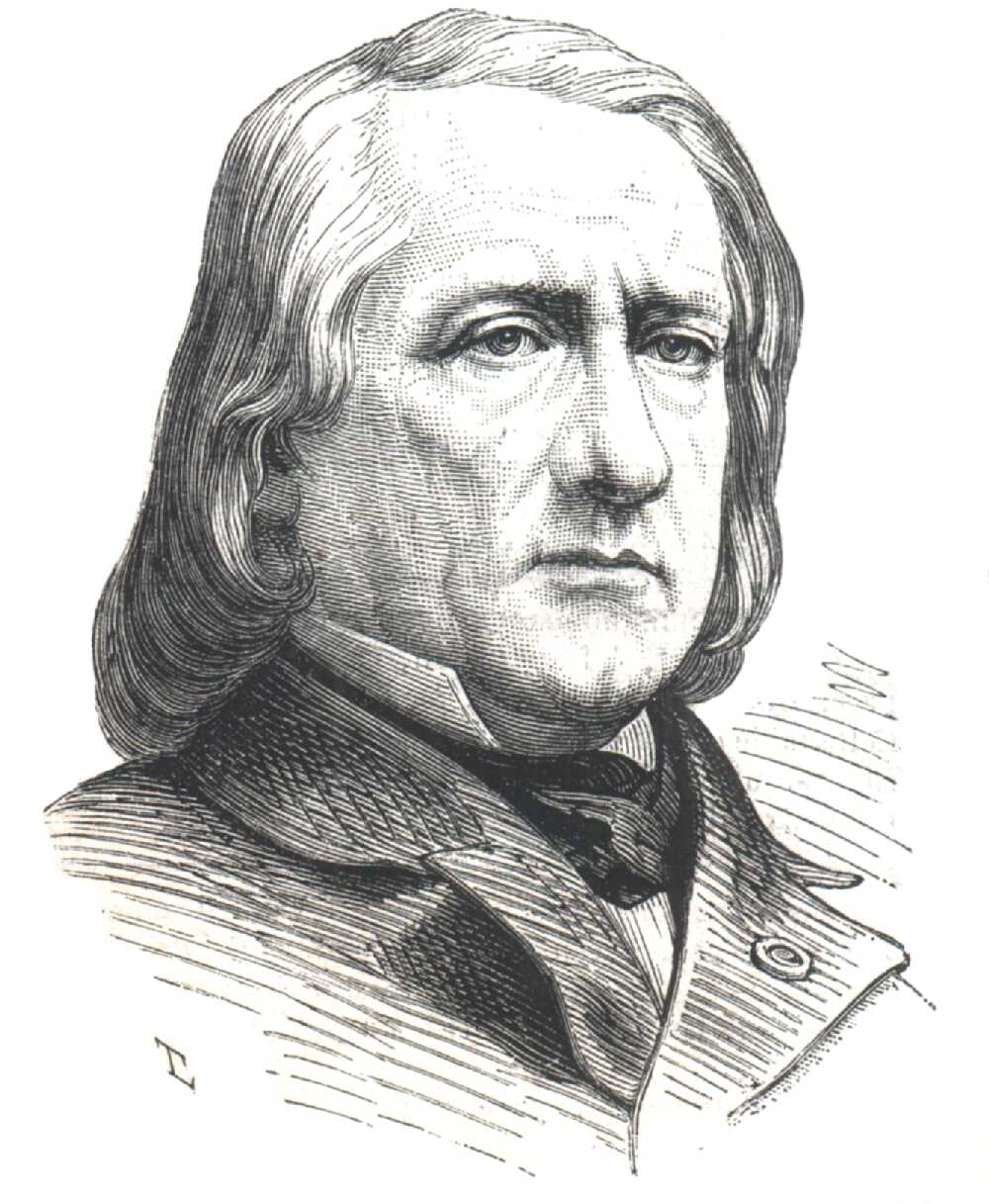
Henri Victor Regnault (1810–1878)